# Decca Records
Decca Records — британський лейбл звукозапису. Заснував 1929 року Едвард Льюїс. Після поглинання кількох менших виробників стала другою (після EMI) за розмірами звукозаписувальною компанією в Британії. 1934 року було відкрито американське відділення, проте після Другої Світової війни зв'язки із заокеанською компанією ослабли на кілька десятиріч. Тепер обидві компанії належать концерну Universal Music Group (що початково виріс із американської Decca), який, своєю чергою, належить до медійного конгломерату Vivendi, що у Франції.
Decca Records відома як перша фірма що першою випустила платівку у довгогральному (LP) форматі. Від початку випускала записи популярної музики, а з 1946, коли продюсером класичної музики компанії став Джон Кулшоу, стала значною маркою й на цьому ринку. З-поміж артистів, що співпрацювали з Decca Records були зокрема: Елла Фіцджеральд, Луї Армстронг, Гай Ломбардо, Біллі Коттон, Джиммі Дорсі, Герберт фон Караян, Джоан Сазерленд, Іда Гендель і Лучано Паваротті.
1 січня 1962 року тоді ще маловідома група «Бітлз» проходила прослуховування у лейбла Decca, результатом чого дістала відмову.
Назва лейбла пов'язана з портативними грамофонами «Decca Dulcephone», запатентованими компанією-виробником Barnett Samuel & Sons 1914 року. Фірма згодом була перейменована в The Decca Gramophone Co. Ltd. і продана колишньому маклеру Едварду Льюїсу 1929 року. Саме слово «Decca» придумав Вілфред Самюел, який з'єднав слово «Мекка» з першою буквою свого бренду «Dulcet» / «Dulcephone». На його думку, «Decca» було просто вимовляти більшістю мовами.